# شنل‌پوش بور
شنل‌پوش بور (نام علمی: Cebus flavius) نام یک گونه از زیرخانواده میمون‌های شنل‌پوش است.